# Berneck (Fluss)
Berneck ist die geographische historische Bezeichnung für den oberen Flusslauf der Schiltach von Tennenbronn bis zur Einmündung des Lauterbachs in Schramberg. Als eigentliches Bernecktal wird die nur etwa 4 km lange, schluchtartige Verengung des Bernecktales zwischen den Burgruinen Berneck (⊙) und Falkenstein (⊙) bezeichnet. Das Bernecktal ist ein Landschaftsschutzgebiet.
Der Name Berneck wurde in der amtlichen württembergischen Kartographie benutzt und findet sich teilweise heute auf amtlichen Kartenwerken. Geographisch gesehen wird der Flusslauf der Schiltach von der Quelle in Langenschiltach bis zur Einmündung des Lauterbachs in Schramberg am Bruckbeck als Berneck bezeichnet. Diese Bezeichnung geht auf territorialgeschichtliche Vorgänge zurück, die Berneck war sozusagen die zentrale geographische Linie der Falkensteiner Herrschaft. Das Bernecktal wurde im frühen Mittelalter durch die Burgen Berneck, Ramstein und Falkenstein der Herren von Falkenstein beherrscht.
Der Name Berneck wird in Schramberg immer noch für den oberen Flusslauf der Berneck benutzt. So ist die Berneckstraße in Schramberg die unmittelbar am Ufer der Berneck verläuft nach der Berneck benannt, gleiches gilt für die Berneckschule in Schramberg sowie für das 1910/11 erbaute Gut Berneck, Wohnhaus des Industriellen Arthur Junghans.